# 1486
1486 (MCDLXXXVI) var ett normalår som började en söndag i den julianska kalendern.

## Händelser

### Januari
- 18 januari – Kung Henrik VII av England gifter sig med Elisabet av York i ett försök att förena Yorkister och Lancastrister.

### Maj
- 14 maj – Münster skriver på ett separat alliansfördrag med Schweiz.[1]

### Oktober
- Oktober – Bartolomeu Diaz får i uppdrag av Portugals att fullfölja tidigare portugisiska sjöfarares upptäcker längsmed Afrikas västkust.[2]

### December
- December – En styrka från Stockholm har kuvat upproret i Västergötland från 1482 eller 1483, men nu gör bönderna åter uppror och man tvingas återigen kuva dem.

### Okänt datum
- Fred sluts mellan en biskop Hildebrand och Riga, vilket gör slut på kriget i Livland i praktiken (det avslutas dock ej formellt förrän 1488). Detta kan ses som Sveriges första fredsbevarande insats, eftersom man försöker medla mellan Riga och Tyska orden.
- Sten Sture den äldre får riksrådet att stödja hans planer på att anfalla Ivar Axelsson (Tott) och man förbereder en erövring av hans fästning, Borgholms slott.
- Svante Nilsson (Sture) gifter sig med Iliana Erengisledotter (Gädda).

## Födda
- 13 november – Johannes Eck, tysk romersk-katolsk teolog.
- Agrippa av Nettesheim, egentligen Heinrich Cornelius, tysk naturfilosof.
- Sher Shah, indisk stormogul.

## Avlidna
- 14 juli – Margareta av Danmark, drottning av Skottland sedan 1469 (gift med Jakob III) (död före detta datum)
- 24 december – Ericus Olai, svensk historieskrivare och dekan.
- Margareta av Österrike, kurfurstinna av Sachsen.

### Fotnoter
1. ↑  World Statesmen (läst 5 april 2011)
2. ↑  |titel=Historiesajten – Bartolomeu Diaz (läst 5 april 2011)